# 敬華南
敬華南（?—?），字位中，号蓮峯，四川成都府華陽縣人。

## 生平
少游江南储掌文之门，精制艺，工诗古文辞。乾隆十二年丁卯科舉人，十三年（1748）戊辰科进士。本姓苟氏，引對時，乾隆皇帝特以御笔在苟字旁加文字，遂改為敬姓。选翰林院庶吉士。散馆，授编修。充乾隆二十一年（1756）丙子科山西乡试主考官，所得多知名士。旋出补江南常熟县知县，不尚刑威，以经术饰吏治，而案无留牍，士民颂德。后辞官归里，主讲锦江、潜溪两书院，善奖掖后进，出其门者，多有成就。著有《锦江书院学约》一卷行世。二子：敬基典、敬惇典。惇典以选拔官黄陂知縣。